# Gerald Ciolek

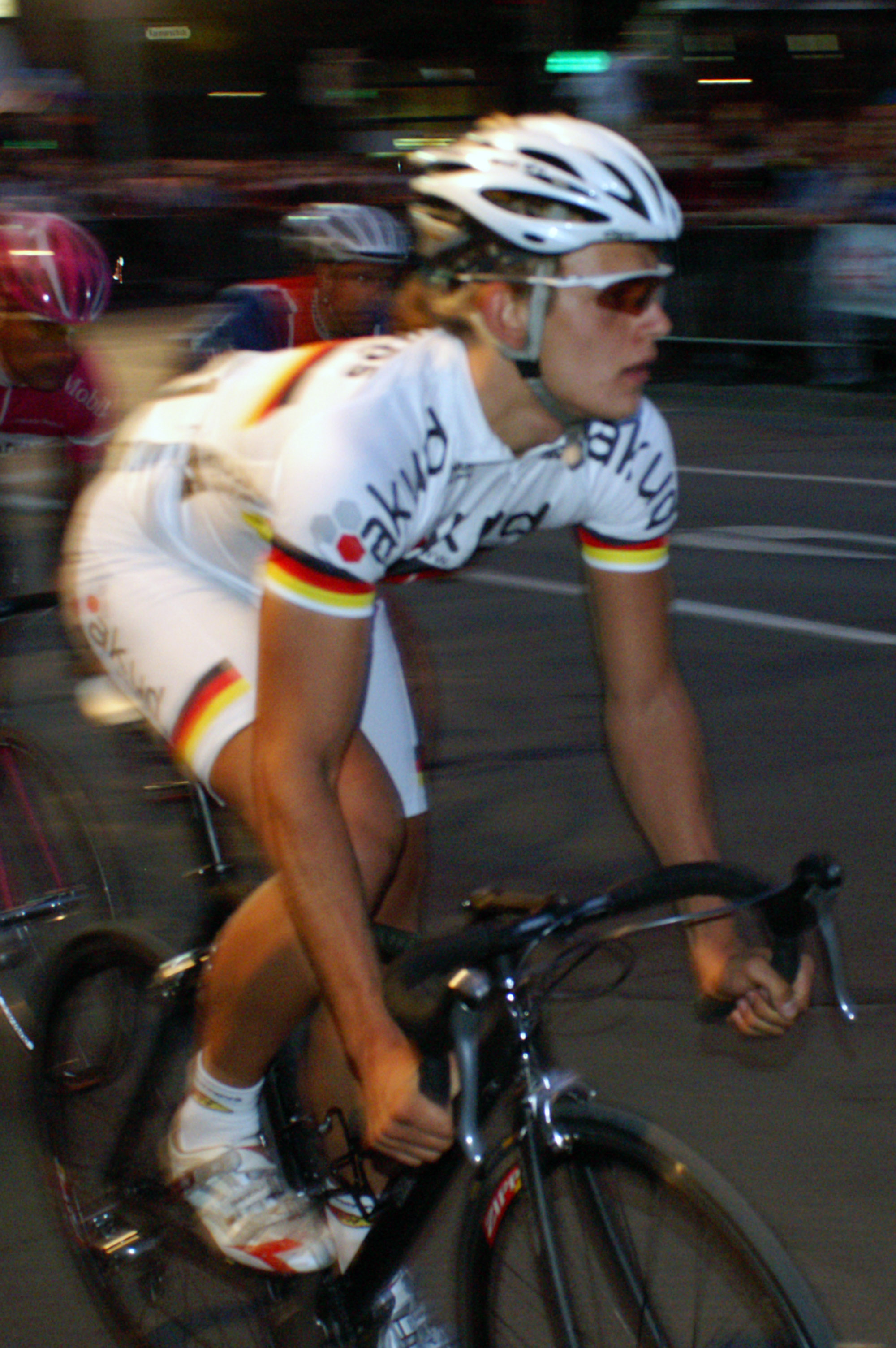
Ciolek bei der Nacht von Hannover 2005

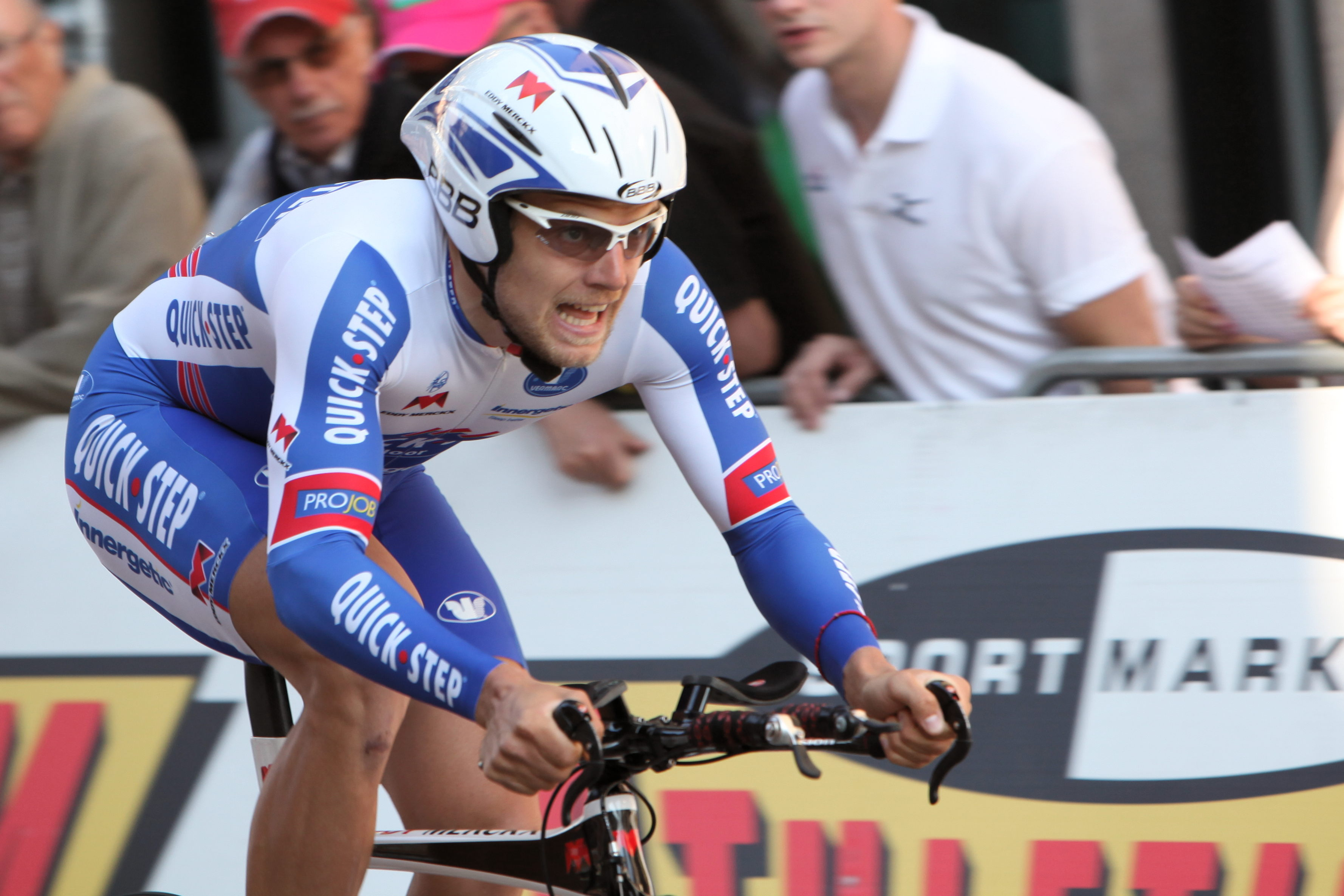
Ciolek bei der Tour de Romandie 2011

Gerald Ciolek (* 19. September 1986 in Köln) ist ein ehemaliger deutscher Radrennfahrer. Er galt als starker Sprinter. Sein größter Erfolg war der Sieg beim „Monument des Radsports“ Mailand–Sanremo. Nach seiner Karriere als Aktiver wurde er Sportlicher Leiter.

## Laufbahn
Ciolek schloss sich 2005 dem Professional Continental Team Wiesenhof-Akud an und bestritt mit diesem Team u. a. die ProTour-Rennen Vattenfall Cyclassics und Deutschland-Tour. Sein erster großer Erfolg war der Sieg bei der Deutschen Straßen-Meisterschaft 2005. Dabei bezwang er überraschend im Sprintfinale Robert Förster und Erik Zabel und konnte sich so den Titel sichern. Zu diesem Zeitpunkt war er Auszubildender in der Firma Ford und betrieb den Radsport neben seiner Ausbildung.
Auch 2006 erzielte er weitere gute Ergebnisse. Zunächst wurde er beim Halbklassiker Rund um den Henninger-Turm nur um Zentimeter von Stefano Garzelli geschlagen. Bei den Vattenfall Cyclassics wurde er Fünfter. Am 4. August 2006 gewann er sein erstes ProTour-Rennen, als er im Massensprint vor Erik Zabel die 3. Etappe der Deutschland Tour 2006 gewann. Zum Saisonende wurde Ciolek U23-Weltmeister im Spurt einer sechsköpfigen Spitzengruppe.
Für die Jahre 2007 und 2008 unterschrieb Ciolek einen Vertrag beim deutschen ProTeam T-Mobile. Für diese Mannschaft konnte er während der Niedersachsen-Rundfahrt 2007 eine Etappe im Massensprint für sich entscheiden. Im Mai gewann er dann die Gesamtwertung der Rheinland-Pfalz-Rundfahrt. Dazu siegte er auch in der Punktewertung und holte sich das Trikot des besten Nachwuchsfahrers. Bei der Österreich-Rundfahrt konnte er zwei Etappen zu seinen Gunsten entscheiden und gewann die Sprintwertung. Bei seinem Saisonhöhepunkt, der Deutschland-Tour 2007, gewann er drei Etappen. Am Tag danach konnte er seinen fünften Platz aus dem Vorjahr um zwei Plätze verbessern und wurde Dritter der Vattenfall-Cyclassics. Während der Vorbereitung auf die Rad-WM Ende September in Stuttgart gewann er an seinem 21. Geburtstag die erste Etappe der 3-Länder-Tour.
Nach dem Ausstieg der Deutschen Telekom aus dem Radsportsponsoring nannte sich das Team 2008 nach der amerikanischen Betreibergesellschaft Team High Road. Ciolek benötigte in dem Jahr lange Zeit bis zum ersten Erfolg. Bei der Bayern-Rundfahrt konnte er gleich zwei Etappen gewinnen. Im Juli durfte er zudem seine erste Tour de France fahren, bei der sein Teamkollege Mark Cavendish die Sprints dominierte. Dennoch belegte er je zwei zweite und dritte Plätze. Bei der Deutschland-Tour 2008 konnte Ciolek, der den Großteil seiner bisherigen Erfolge im Massensprint erreicht hatte, die mit einer Bergankunft in Winterberg endende fünfte Etappe für sich entscheiden.
In den Jahren 2009 und 2010 fuhr er für das deutsche Team Milram, wo er neben Linus Gerdemann die Kapitänsrolle übernehmen sollte. Sein größter Erfolg in dieser Zeit war der Sprintsieg bei der zweiten Etappe der Vuelta a España 2009. In dieser Zeit war er auch siegreich bei der Trofeo Calvia und einer Etappe der Bayern-Rundfahrt, konnte aber wie das Team insgesamt, welches sich zum Ende der Saison 2010 auflöste, keine wesentlichen Akzente setzen.
2011 wechselte er zum belgischen Quick Step Cycling Team. In seiner ersten Saison bei Quick Step gelang ihm kein Sieg bei einem Radrennen des UCI-Kalenders. Allerdings belegte er Rang zwei bei den Massensprints der Deutschen Straßenmeisterschaft und des World-Tour-Rennens Vattenfall Cyclassics. Seine Vielseitigkeit stellte er im September bei den hügeligen World-Tour-Rennen in Kanada unter Beweis: Beim Grand Prix Cycliste de Québec bestimmte er das Rennen in einer Ausreißergruppe mit und belegte abschließend Rang neun. Im Sprint des Verfolgerfelds wurde er Zwölfter des Grand Prix Cycliste de Montréal. Seine sieglose Zeit beendete Ciolek im Februar 2012 auf der vierten Etappe der Algarve-Rundfahrt, die er im Massensprint gewann.
2013 wechselte Ciolek zum südafrikanischen Team MTN Qhubeka, welches in diesem Jahr erstmals als Professional Continental Team startete. Er sollte dabei sowohl für Siege sorgen, als auch seine Erfahrung an die jungen afrikanischen Fahrer weitergeben. Bei den Drei Tagen von Westflandern konnte er mit der Unterstützung seines Teams die Schlussetappe im Sprint gewinnen und so der Mannschaft den ersten Sieg in der neuen Kategorie sichern. Am 17. März 2013 gewann Ciolek als dritter Deutscher nach Rudi Altig und Erik Zabel den Frühjahrsklassiker Mailand–Sanremo.
Ciolek wechselte 2016 zum deutschen Team Stölting. Anfang 2017 erklärte er seinen Rücktritt vom Leistungsradsport, da er nach dem Ende des Teams Stölting keine neue Mannschaft gefunden hatte.
In der Saison 2019 wurde Ciolek Sportlicher Leiter beim Team Dauner-AKKON.

## Erfolge
| 2004 (Junioren) - Rund um den Henninger-Turm - zwei Etappen Trofeo Karlsberg - eine Etappe Niedersachsen-Rundfahrt 2005 - Deutscher Straßenmeister - drei Etappen und Sprintwertung Tour de Hongrie - eine Etappe Mainfranken-Tour 2006 - eine Etappe Deutschland Tour - Rund um die Nürnberger Altstadt - U23-Straßenweltmeister 2007 - eine Etappe Niedersachsen-Rundfahrt - Gesamtwertung Rheinland-Pfalz-Rundfahrt - zwei Etappen und Punktewertung Österreich-Rundfahrt - drei Etappen Deutschland Tour - eine Etappe 3-Länder-Tour | 2008 - zwei Etappen Bayern-Rundfahrt - eine Etappe Deutschland Tour 2009 - Trofeo Calvia - eine Etappe Vuelta a España 2010 - eine Etappe Bayern-Rundfahrt 2012 - eine Etappe Algarve-Rundfahrt - Mannschaftszeitfahren Tour de l’Ain 2013 - eine Etappe Drei Tage von Westflandern - Mailand–Sanremo - eine Etappe Bayern-Rundfahrt - eine Etappe Österreich-Rundfahrt - eine Etappe Tour of Britain 2014 - eine Etappe Vuelta a Andalucía |

## Grand-Tour-Platzierungen
| Grand Tour            | 2008 | 2009 | 2010 | 2011 | 2012 | 2013 | 2014 | 2015 | 2016 |
| --------------------- | ---- | ---- | ---- | ---- | ---- | ---- | ---- | ---- | ---- |
| Giro d’ItaliaGiro     | –    | –    | –    | DNF  | –    | –    | –    | –    | –    |
| Tour de FranceTour    | 106  | 126  | 133  | 150  | –    | –    | –    | –    | –    |
| Vuelta a EspañaVuelta | –    | DNF  | –    | –    | –    | –    | 139  | –    | –    |